# Elena Bacaloglu

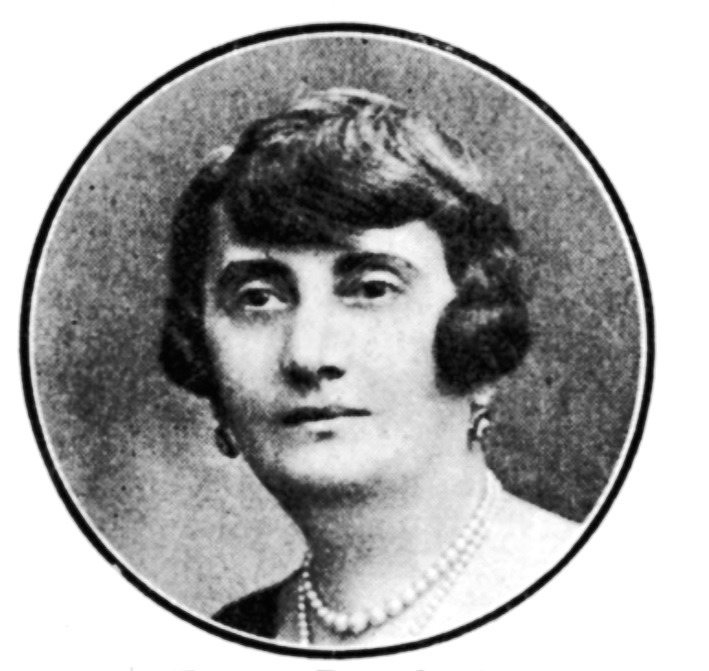
Elena Bacaloglu, 1933

Elena A. Bacaloglu, auch Bakaloglu, Bacaloglu-Densusianu, Bacaloglu-Densușeanu, französisiert französisch Hélène Bacaloglu (geb. 19. Dezember 1878 in Bukarest, Rumänien; gest. 25. November 1947 in Bukarest), war eine rumänische Journalistin, Literaturkritikerin, Romanautorin und militante Faschistin. Ihre Schriftstellerkarriere brachte eine Einführung in die Arbeiten von Maurice Maeterlinck, mehrere kritische Essays und zwei Romane hervor. Sie war mit den Dichtern Radu D. Rosetti und Ovid Densuasianu verheiratet.
Bacaloglu lebte den größten Teil ihres späteren Lebens in Italien, wo sie sich literarischen und politischen Kreisen anschloss. Ihre daraus folgende Arbeit schloss Kampagnen für Panlatinismus und rumänischen Irredentismus ein. Diese zweite Karriere erlebte kurz vor Ende des Ersten Weltkriegs ihren Höhepunkt, als Bacaloglu sich dem Italienischen Faschismus anschloss. Sie lernte Benito Mussolini und Benedetto Croce kennen und half den Faschismus von Italien nach Rumänien zu übertragen. Ihre Nationale Italo-rumänische kulturelle und wirtschaftliche Bewegung war eine kleine und heterodoxe politische Partei, aber sie verstand es, mit ihrer Zustimmung zu politischer Gewalt Aufmerksamkeit zu erregen.
Diese ältere rumänische faschistische Bewegung schloss sich der stärkeren Nationalrumänischen Fascia an. Diese stellte sich unter Bacalogus Führung neu auf. Die Partei überlebt die Unruhen von 1923, wurde aber per Regierungsverfügung 1925 aufgelöst und vollständig durch die Eiserne Garde ersetzt. Von Mussolini gemieden lebte Bacaloglu ihre letzten Jahrzehnte relativ vergessen; verstrickt in politische Intrigen. Ihre faschistischen Ideen wurden von einigen Personen aus ihrer Familie aufgenommen, darunter ihrem Bruder Sandi Bacaloglu und ihrem Sohn Ovid O. Densusianu.

## Biografie

### Jugend und literarisches Debüt
Die Familie Bacaloglu (von türkisch Bakkaloğlu ‚Krämersohn‘, deutsch Krämersohn) war sozial und politisch einflussreich. Sie stammte von dem bulgarisch-rumänischen Träger des Sankt-Stanislaus-Ordens Ion D. H. Bacaloglu ab. Elenas Vorfahren wurden erstmals 1826 in Bukarest erwähnt. Sie stammten aus dem Fürstentum Walachei und hatten mit Land spekuliert.
Elenas Vater war der Bukarester Zivilverwalter Alexandru Bacaloglu (1845–1915), verwandt mit dem Wissenschaftler Emanoil Bacaloglu. Ihre Mutter war Sofia G. Izvoreanu (1854–1942). Elenas Geschwister waren Constantin Bacaloglu (1871–1942), ein Arzt, der an der Universität Alexandru Ioan Cuza Iași studiert hatte, Victor Bacaloglu (1872–1945), ein Ingenieur, Schriftsteller und Journalist und George (Gheorghe) Bacaloglu, ein Artillerieoffizier und Literat. Ein anderer Bruder, der Rechtsanwalt Alexandru „Sandi“ Bacaloglu, war weniger bekannt, bis ihn 1923 ein Vorfall in die Öffentlichkeit warf.
Im Vergleich mit anderen rumänischen Frauen des Fin de Siècle und sogar verglichen mit etlichen Männer, war sie hochgebildet und mit Diplomen der Literaturfakultät der Universität Bukarest und des Collège de France ausgestattet. Bei ihren Studien interessierte sie sich für französische Kultur, Kunstgeschichte und Philosophie. In Paris, wo sie in Begleitung ihres Bruders Constantin Bacaloglu war, traf sie ihren zukünftigen Liebhaber Ovid Densusianu. Sie heiratete jedoch zunächst Radu D. Rosetti, der ein sehr erfolgreicher Rechtsanwalt war und ein weniger bedeutender neuromanischer Dichter wurde. Berichten zufolge war sie „verrückt vor Liebe“ und überzeugte ihre widerstrebenden Eltern, Rosetti anzuerkennen. Das Paar verlobte sich am 19. Dezember 1896 und wurde im folgenden Januar kirchlich getraut. Der Politiker Nicolae Filipescu war Trauzeuge. Elena und Radu hatten eine gemeinsame Tochter.
Die Ehe hielt nicht: 1897 verließ Rosetti Frau und Tochter, die zurück in das Haus ihres Vaters Alexandru Bacaloglu zogen. Im Juni 1898 unternahm Elena Bacaloglu einen Selbsttötungsversuch, indem sie sich in die Brust schoss. Sie wurde durch eine Notoperation ihrer rechten Lunge gerettet. Die Scheidung Rosetti–Bacaloglu wurde 1899 beurkundet. Am 7. August 1902 heiratete Elena Ovid Densusianu, der bald darauf der Theoretiker des Rumänischen Symbolismus wurde. Der Historiker Lucian Nastasă beschreibt ihre Verbindung als ungleich. Elena war „wunderschön“; Ovid, weniger gebildet als seine Frau, war „klein und humpelte“. Sie hatten einen Sohn, Ovid Jr. (Ovid O. Densusianu), der im März oder April 1904 geboren wurde.
Bacaloglus literarisches Debüt erfolgte 1903, als Editura Socec ihre Monografie Despre simbolizm și Maeterlinck (deutsch „Über Symbolismus und Maeterlinck“) herausgab. Zusammen mit den Essays von Alexandru Bibescu (1893) und Izabela Sadoveanu-Evan (1908), war das ein früher rumänischer Versuch, die Grenzen von Symbolismus, Dekadenz und Moderne festzulegen. In Bacaloglus Interpretation waren Symbolismus und Dekadentismus zwei Seiten einer Medaille: während die Dekadentisten der „Degeneration“ der „lateinischen Rasse“ Ende des 19. Jahrhunderts eine Stimme gaben, versinnbildlichten die Symbolisten die Wiederbelebung der Lateiner, einen Triumph von Mysterien und Metaphysik. Diese beiden Gebiete wurden von Maurice Maeterlincks „Serres chaudes“ überspannt, die Bacaloglu als Erste aus rumänischer Perspektive diskutierte.

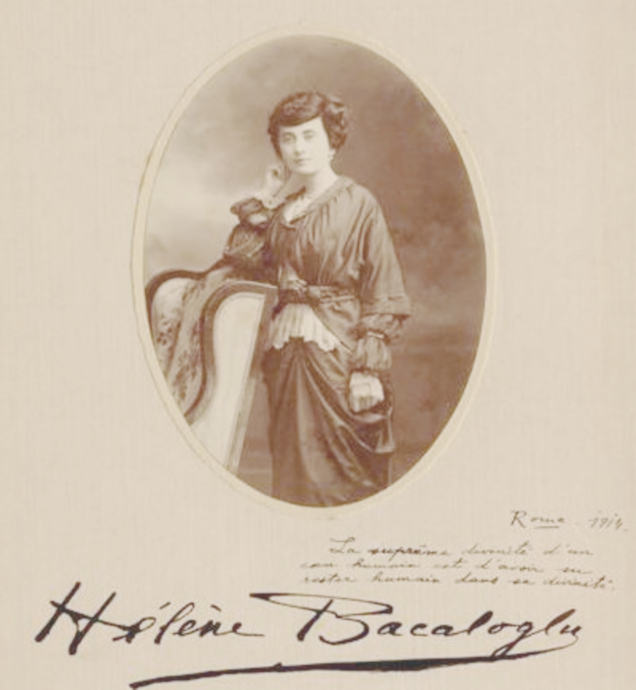
Elena Bacaloglu 1914 mit Autogramm und Widmung

1906 veröffentlichte Bacaloglu ihren psychologischen Roman În luptă (deutsch „Im Kampf“), der 1908 von dem Roman Două torțe (deutsch „Zwei Fackeln“) gefolgt wurde. Ihre Schriften wurden von dem Literaturkritiker der rumänischen Literaturzeitschrift Viața Românească als schlecht bewertet, der schrieb, dass man În luptă nicht bis zu Ende lesen könne. Das Buch wurde der Rumänischen Akademie für den jährlichen Literaturpreis vorgeschlagen, jedoch abgelehnt. Als Begründung wurde der gequälte Schreibstil und ihre geringe Verwurzelung im literarischen Rumänien genannt. Andere Magazine, wie „Noua Revistă Română“ und Convorbiri Critice veröffentlichte Beispiele ihrer literarischen Arbeit.

### Übersiedlung nach Italien
Unterdessen hatte sich Bacaloglu von Ovid Densusianu getrennt. Die Scheidung erfolgte 1904. Nachdem sie den Großteil Westeuropas bereist hatte, verbrachte sie die meiste Zeit in Italien, schrieb Artikel für die Zeitung „Il Giornale d’Italia“, die Zeitschrift „Madame“ und das politische Magazin „L’Idea Nazionale“. 1908 hatte sie einige Monate lang eine Affäre mit dem Dichter und Stückschreiber Salvatore Di Giacomo, dessen „Assunta Spina“ sie im August 1909 für die Zeitschrift Convorbiri Critice übersetzte. Sie heiratete später ein drittes Mal, diesmal einen Italiener.
Anfang der 1910er Jahre lebte Bacaloglu in Rom, wo sie im September 1912 eine Monografie über die Liebesaffäre zwischen dem rumänischen Dichter Gheorghe Asachi und seiner italienischen Muse Bianca Milesi herausgab. Als Empfängerin der durch den rumänischen König Karl I. verliehenen Medaille Bene Merenti, übersetzte sie die Werke von dessen Gemahlin Elisabeth zu Wied ins Französische. Außerdem vertrat sie Rumänien bei der Nationalausstellung in der Engelsburg und hielt als „Hélène Bacaloglu“ französischsprachige Tagungen über den italienischen Dichter, Dramatiker und Essayisten Salvatore Di Giacomo ab. In dieser Zeit geriet sie mit dem rumänischen Antiquar Alexandru Tzigara-Samurcaș in Konflikt. Auf Anweisung der rumänischen Regierung ersetzte Tzigara Bacaloglu im rumänischen Komitee der Nationalausstellung. Er beschrieb Bacaloglu als eine unrechtmäßige, selbsternannte Vertreterin und gab an, dass die italienische Presse ihren Fähigkeiten ebenfalls misstraute. Bacaloglu präsentierte ihre eigene Ansicht der Ereignisse in einem Protest an die Kuratoren, der später als Broschüre herausgegeben wurde.
Ihre Konferenzen zu Di Giacomo wurden mit mehr Sympathie aufgenommen. Alberto Cappelletti schrieb eine wohlwollende Kritik in der Zeitung „Il Giorno“ und E. Console gab sie als Zeitungsbuch heraus. Aber all solche Zusammenarbeit endete abrupt, als ihre Mitstreiter unzufrieden mit ihrem Charakter und der Qualität ihrer Schreibarbeit wurden. Bacaloglu wurde jedoch von ihren rumänischen Freunden weiter wertgeschätzt und 1912 in deren Rumänische Autorengesellschaft (rumänisch Societatea Scriitorilor Români) gewählt.
Kurz nach Ausbruch des Ersten Weltkriegs wandte sich Elena Bacaloglu dem politischen Aktivismus und Interventionismus zu. Sie setzte sich dafür ein, dass das immer noch neutrale Rumänien sich der Entente anschloss. Außerdem unterstützte sie die Annexion des rumänisch besiedelten Transsylvaniens. Für dieses Ziel veröffentlichte sie in Bukarest das italienischsprachige Essay „Per la Grande Rumania“ (deutsch „Für ein Großrumänien“) und das französischsprachige „Preuves d'amour. Conférences patriotiques“ (deutsch „Beweise der Liebe. Patriotische Konferenzen“). In Bacaloglus Aktivitäten wurde Irredentismus mit dem Ziel des Panlatinismus verbunden. Sie schloss sich der panlatinistischen Vereinigung „Latina Gens“ an, die Mitglieder aller „lateinischen“ Nationen willkommen hieß und eine „Lateinische Föderation“ von Staaten anstrebte. Als sie für diese Organisation arbeitete, kam sie dem italienischen General Luigi Cadorna, der von rumänischen Offiziellen als ihr „Beschützer“ beschrieben wurde, und dem italienischen Außenminister Sidney Sonnino näher.

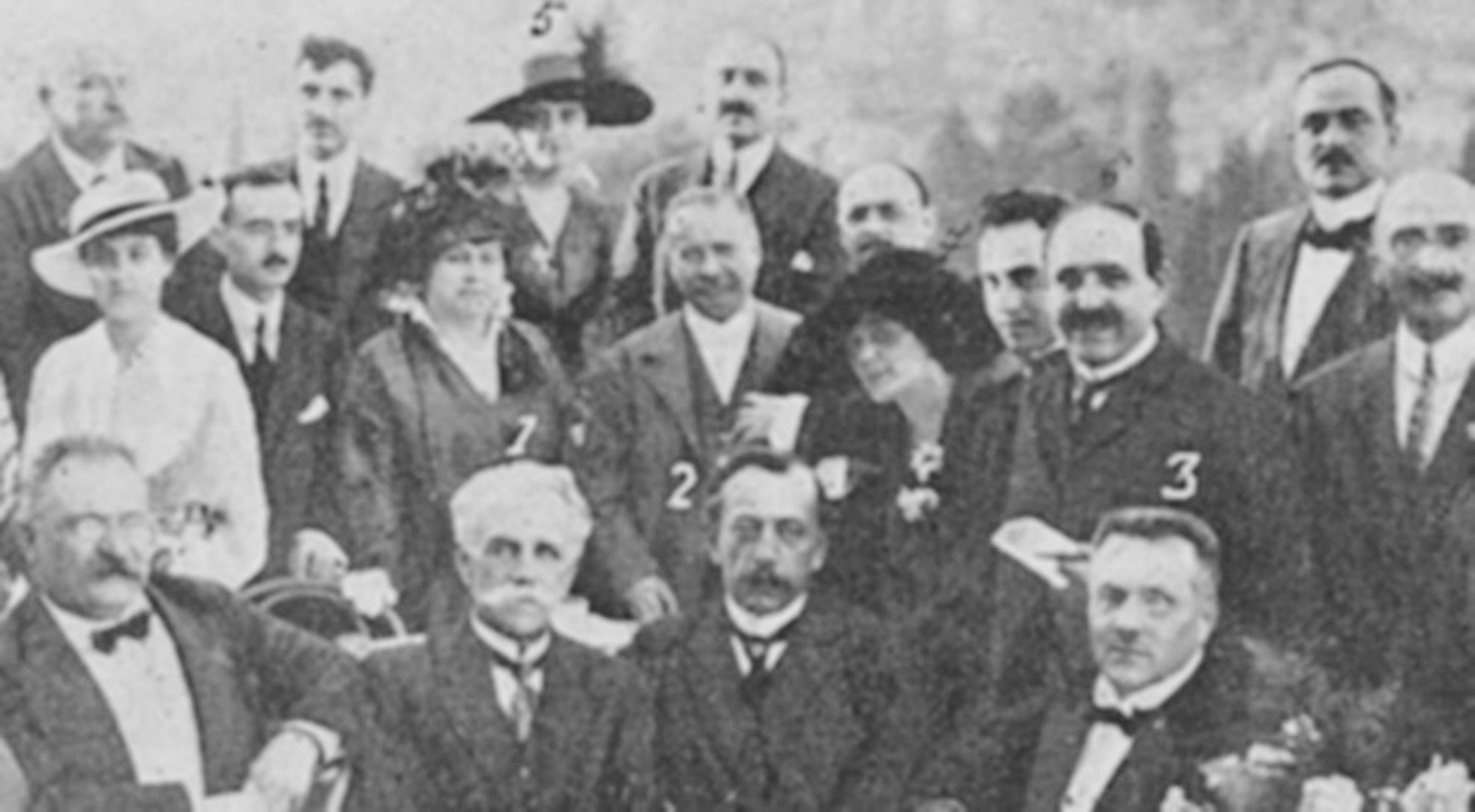
Elena Bacaloglu (letzte Reihe, mit einer 5 markiert) und die Latina Gens, die sich im Juli 1916 um Sebastião de Magalhães Lima (1) und Jules Destrée (2) gruppieren.

Elena Bacaloglus Bemühungen, die rumänischen Ziele bei den Truppen populär zu machen, die an der Norditalienischen Front kämpften, wurden im Oktober 1917 durch die Zwölfte Insozoschlacht unterbrochen, die Italien verlor, was Bacaloglus zwang, nach Genua zu flüchten. Sie spielte dann eine Rolle bei der Schaffung der „Rumänischen Legion in Italien“. In der Legion kämpften Rumänen aus Transsylvanien und italienische Sympathisanten in Italien gegen die Mittelmächte. Trotz ihres Engagements wurden Elena Bacalogi und die Latina Gens nicht zur Gründungszeremonie der Legion im Juni 1918 in Cittaducale eingeladen.
Laut des transsylvanischen Arztes und Publizisten Victor Babeș war Elena Bacaloglu „die große Propagandistin der Rumänienverherrlichung im Ausland und insbesondere in Italien“. Das Ziel eines „Großrumäniens“ faszinierte zwei der drei Brüder Elena Bacaloglus: Victor, Autor patriotischer Stücke, schuf die erste allrumänische Zeitung in Bessarabien; George kämpfte heldenhaft während Krieges von 1916, erfüllte mehrere diplomatische Missionen und wurde später Präfekt des Kreises Bihor in Transsylvanien. Elena, Constantin und Victor waren alle Korrespondenten für George Bacaloglus Kulturzeitschrift Cele Trei Crișuri, und das bis in die 1930er Jahre.

### Faschismusexperiment
Nach dem Krieg blieb Elena als Korrespondentin der Bukarester Tageszeitung Universul in Italien. Als eine der ersten Rumänen, die mit der modernen ultrarechten Bewegung in Europe bekannt wurden, erwog sie, getrieben von „enormen Ambitionen“, den italienischen Faschismus in die Idee eines Großrumäniens zu integrieren. Dieses Projekt beherrschte sie seit dem „Biennio rosso“ von 1919 bis 1920, als sie dem italienischen Nationalisten Gabriele d’Annunzio einen präfaschistischen Ansatz präsentierte und Artikel für Mussolinis Tageszeitung Il Popolo d’Italia schrieb. Benito Mussolini, der die Paramilitärs Fasci Italiani anführte, erhielt Bacologlus Briefe auch, war aber zunächst äußerst skeptisch. Sie wandte sich auch an die italienischen Journalisten Giuseppe Bottai und Piero Bolzon, die einwilligten, Bacaloglus Rumänischem faschistischen Steuerungskomitee beizutreten. Zu der Zeit war Bacaloglu auch mit dem Philosophen und Faschisten-Bewunderer Benedetto Croce befreundet und korrespondierte regelmäßig mit ihm.
Gerade als sie mit dieser ideologischen Mission begann, wurde Bacaloglu in einen Konflikt mit dem rumänischen politischen Establishment hineingezogen. In der italienischen Abgeordnetenkammer nahm Mussolinis Nationale Faschistische Partei ihren Fall auf: im August 1920 beschuldigte Abgeordneter Luigi Federzoni den rumänischen Staat, Bacaloglu kidnappen und zum Schweigen bringen zu wollen, „eine Person, die den höchsten Respekt verdient“. 1922 hörte das Tribunal von Casale Monferrato ihre Anklage gegen Rumänien wegen Urheberrechtsverletzungen. Bacaloglu beschuldigte rumänische Agenten der Geheimpolizei Siguranța erneut, sie während der Konferenz von Genua kidnappen zu wollen. Im selben Jahr ergriff der faschistische Abgeordnete Alessandro Dudan im Konflikt mit rumänischen Behörden für Bacaloglu Partei und behauptete, dass diese ihre Macht missbrauchen würden. Bacaloglu und ihre Forderungen wurden von den folgenden rumänischen Botschaftern ignoriert, die einfach angaben, dass sie an Verfolgungswahn litte.
Mussolini wusste Bacaloglus Bewunderung zu schätzen. Er korrespondierte mit ihr, schickte ihr Schritt-für-Schritt-Anleitungen über den „Lateinischen Expansionismus“ und über die wirtschaftliche Zusammenarbeit gegen den Kapitalismus. Diese wurden von Bacaloglu in ihrer Broschüre Movimento nazionale fascista italo-romeno. Creazione e governo („Nationale Italo-Rumänische Faschistische Bewegung. Schaffung und Steuerung“) veröffentlicht, die nach Mussolinis erfolgreichem Marsch auf Rom in Mailand erschien. Um „den faschistischen Führer [Mussolini] enger an den politischen Kurs Rumäniens zu binden“ unternahm Bacaloglu sichtbare Anstrengungen, um eine Versöhnung zwischen Italien und Rumäniens Rivalen, dem Königreich Ungarn zu verhindern. Sie denunzierte Rumäniens Außenpolitik in Artikeln für italienische Zeitungen, in denen sie liberale Politiker als Lakaien der Dritten Französischen Republik darstellte.
Irgendwann 1921 gründete Bacaloglu mit Mussolinis Einwilligung eine italo-rumänische faschistische Vereinigung, die später Nationale Italo-Rumänische Faschistische Bewegung (italienisch Movimento nazionale fascista italo-romeno, MNFIR) genannt wurde. Ihr Anhänger begannen in Rumänien faschistische Ligen zu gründen – einer der allerersten dieser Klubs wurde in der transsylvanischen Regionalhauptstadt Cluj ins Leben gerufen. Der Hauptunterschied zwischen italienischen und rumänischen Faschisten war ihre jeweilige Haltung zur „Judenfrage“: Die Italo-Rumänische Bewegung war antisemitisch; die originalen Fasci waren es nicht. Das Ziel wurde unter anderem von Constantin Bacaloglu bei seiner Arbeit in der Universität von Iași unterstützt. Bei seiner Zusammenarbeit mit dem antisemitischen Meinungsführer Alexandru C. Cuza unterstützte er die gewalttätigen Studenten, die die meisten rumänischen jüdischen Studenten vertreiben wollten und tolerierte deren Verwendung von faschistischen Symbolen. Der Politikwissenschaftlerin Emanuela Costantini zufolge war die antisemitische Agenda der Bewegung jedoch „moderat“; sie unterstrich stattdessen Bacaloglus andere Ideen: „Anti-Industrialismus in populistischer Färbung“ und eine Version des Nationalismus, die stark von der Action française inspiriert war.
Der rumänische Zweig des italienischen Faschismus war immer eine Minderheit und kämpfte um Aufmerksamkeit bei den zahlreichen paramilitärischen Gruppen. Costantini zufolge teilten sie ihren Antikommunismus und ihre Verachtung für Demokratie, waren aber die einzigen, die direkt von Mussolini inspiriert wurden. 1922 teilte sich die MNFIR und ihre mächtigeren Teile unter Titus Panaitescu Vifor schlossen sich den Nationalrumänischen Faschisten (FNR) an. 1923 erschien Bacaloglu wieder im Zentrum der Politik als Führerin der wiederhergestellten MNFIR, die sich direkt an der Fasci Italiani orientierten. Am 30. Dezember 1923 gründete sie die wöchentliche Propagandaschrift Mișcarea Națională Fascistă, bei der sich auch „politischer Direktor“ wurde. Nur etwa 100 Personen konnten überredet werden, sich ihr anzuschließen, obgleich, wie der Historiker Francisco Veiga anmerkt, viele die aktiveren Schichten der rumänischen Gesellschaft repräsentierten (Soldaten, Studenten). Starke Zellen bildeten sich um die Universität von Cluj (Transsylvanien) und Constantin Bacaloglus eigene Universität von Iași. Frauen waren kaum vertreten: sie durften nach der Verfassung von 1923 nicht wählen, bevorzugten im Allgemeinen spezifisch feministische Organisationen und waren nie beliebt in den wichtigeren rumänischen faschistischen Parteien (einschließlich, ab 1927, der Eisernen Garde).

### Antifaschistischer Durchgriff und Schande
Während ihrer kurzen Existenz verdammte Bacaloglus Vereinigung lautstark den Zustand Rumäniens und den Friedensvertrag von Versailles. Sie glaubte, dass die Kleine Entente, die teilweise dazu bestimmt war dem italienischen Irredentismus entgegenzuwirken, aber Rumänien einschloss, die beiden Länder der kapitalistischen und jüdischen Ausbeutung überlassen würde. Einigen Berichten zufolge hatte sich die „Rumänischen Fascio“ selbst diese Aufgabe gegeben, um die Feinde des abgesetzten, aber politisch ambitionierten Kronprinzen Karl (der offiziell nicht die rumänischen Faschisten unterstützte) zu bedrohen. Im Oktober 1923 beschuldigte Nicolae Iorga, ein Historiker, der gegen Karls Wiederkehr war, die Organisation, ihm Hassbriefe zu schicken.
Die MNFIR wurde von der Regierung verfolgt, bald nachdem der antisemitische Student Corneliu Zelea Codreanu wegen Terrorismus verhaftet worden war. Corneliu Zelea Codreanu hatte versucht, die Mitarbeiter der rumänischen Tageszeitung Adevărul zu ermorden, darunter den jüdischen Manager Iacob Rosenthal. Er sprach während der Verhöre von anderen faschistische Verbündeten. Seine Aussage wurde von der pro-faschistischen Zeitung Vestul României aus Timișoara angezweifelt, die schrieb: „Der Versuch […] ist nicht das Werk von Terroristen, wie schnell von einigen unserer Kollegen behauptet wurde, sondern eher die Rache Sandi Bacaloglus, der die Ehre seiner Schwester verteidigen wollte, die durch einen Adevărul-Artikel kompromittiert worden war, indem behauptet wurde, dass Elena Bacaloglu wegen Aufmüpfigkeit beim Berufungsgericht von Genua angeklagt worden sei.“ Mehrere andere Theorien zirkulierten zu Corneliu Zelea Codreanus Motivation, aber es ist bekannt, dass zu seiner Gruppe von Mördern der FNR-Mann Teodosie Popescu gehörte und dass die Tat in FNR-Medien gefeiert wurde.
Die Nachrichten wurden von einer anderen transsylvanischen Zeitung, Clujul, aufgegriffen, die behauptete, dass „der Rechtsanwalt Bacaloglu“ „Rache an dem Verleumder seiner Schwester“ genommen hätte. Ebenso behauptete die Clujul, dass Titus Panaitescu Vifor, der in Rom lebte und nicht an dem Rosenthal-Vorfall beteiligt war, weiterhin als der „faschistische Führer“ angesehen wurde – als FNR-Präsident. Inzwischen hatte George Bacaloglu in einem Presseinterview jede Verbindung zur Bewegung seiner Schwester bestritten. Dem Historiker Armin Heinen zufolge war MNFIR niemals eine vollwertige Partei, während Titus Panaitescu Vifors machtvollere Bewegung eine attraktivere Plattform für einige desillusionierte Anhänger Bacaloglus bot. Die FNR war explizit nationalsozialistisch wie auch korporationistisch, und hatte darum wenig mit dem Programm Mussolinis zu tun. Mit etwas mehr Mitgliedern schaffte sie es, zwei nationalistische politische Clubs zu absorbieren. Aus dieser Fusion kam sie mit einem Programm hervor, das eine diktatorische Politik und die Vertreibung aller Ausländer unterstützte.
Sandi Bacaloglu wurde bald eingekerkert und wegen versuchten Mordes und Aufwiegelung angeklagt. Das Gericht sprach ihn nur von den ernsteren Anklagen frei und verurteilte ihn zur Zahlung von 50 Lei. Die Berichte zum Schicksal Elena Bacaloglus faschistischer Partei gehen auseinander. Sie wurde als Gründerin der Nachfolgerin Nationale Faschistische Bewegung (MNF) genannt, die 1925 von der rumänischen Polizei aufgelöst wurde. Diese hauptsächlich transylvanische Partei hatte jedoch keine direkte Beziehung zu den Bacaloglus. Vor dem polizeilichen Durchgreifen gab die FNR in der Clujul als Ziel bekannt, die „Intrigen der Ausländer“ zerstören zu wollen und das ihr Motto „Die Fascio vergessen nie!“ sei. Sie informierten die Transylvanier zudem darüber, dass der kürzlich frei gekommene Sandi Bacaloglu, der sich als Gesandter Mussolinis bezeichnete, kein Faschist sei und nicht für sich in Anspruch nehmen könne, irgendeine lokale faschistische Partei zu repräsentieren.

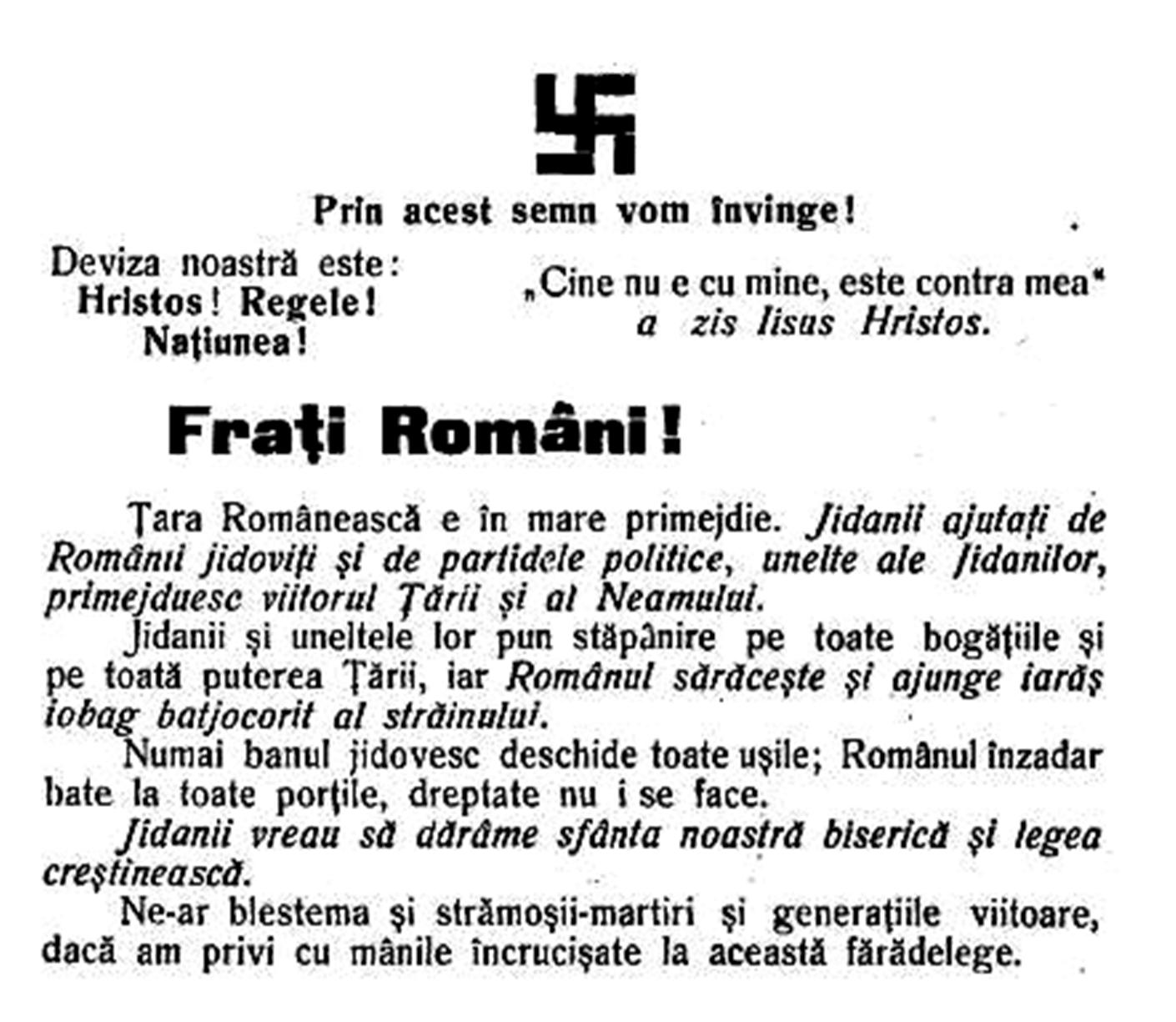
Manifest der National-Christlichen Verteidigungsliga von 1928, veröffentlicht unter dem Swastika-Zeichen. Es proklamiert: „Rumänische Brüder! Das Land der Rumänen steht einer großen Gefahr gegenüber. Juden, zusammen mit judifizierten Rumänen und den politischen Parteien als Werkzeuge der Juden spielen mit der Zukunft des Landes und des Volkes.“

Elena Bacaloglu wurde eine Persona non grata und aus Italien deportiert, als Mussolini zunehmend ihre abweichende Haltung bemerkte. Ein rumänischer Polizeibericht aus dieser Zeit suggeriert, dass „die Faschistische Partei Rumäniens“ sich mit Alexandru C. Cuza und Codreanus National-Christlicher Verteidigungsliga und der Rumänischen Aktion zur ersten Nationalen Christlichen Partei des Landes vereinigen wollte. Im Oktober 1925 gab Alexandru C. Cuza offiziell bekannt, dass die Nationalrumänische Fascio, die Rumänische Aktion und die Transylvanische Sozial-Christliche Partei beschlossen hätten, sich aufzulösen und sich mit der Liga zu vereinigen, mit dem gemeinsamen Ziel „der Eliminierung der Juden“. Sandi Bacaloglu setzte seinen Namen als Repräsentant der Fascio unter den Appell und wurde zusammen mit Ioan Moța, Ion Zelea Codreanu, Iuliu Hațieganu, Valeriu Pop und Iuniu Lecca ein Mitglied des Vorstandes des LAN. Danach trat Sandi Bacaloglu bei den allgemeinen Wahlen von 1926 auf einer Liste mit Alexandru C. Cuza und Corneliu Zelea Codreanu an.
1927 nannte sich seine Schwester immer noch Führerin der „Nationalfaschistischen Bewegung“ mit vorübergehendem Hauptquartier im „Solacoglu-Haus“ in Moșilor, einem Stadtviertel Bukarests. Sie verfolgte weiterhin ihren Streit mit dem rumänischen Staat. Sie behauptete, dass die Behörden ihr immer noch etwa 4 Millionen Lei schuldeten, die sie vom Innenminister Octavian Goga und dem Präsidenten der Schriftstellergesellschaft Liviu Rebreanu einzutreiben suchte. Ihn ihren Briefen an Rebreanu spielte sie offensichtlich auf eine gegenseitige Unterstützung an, aber, nach Meinung des Forschers Andrei Moldovan, verwirrt und hochnäsig.

### Spätere Jahre
1928 verließ Bacaloglu Rumänien für einen Besuch im Königreich Spanien, wo sie sich weiter für Pan-Latinismus einsetzte und mit der La Gaceta Literaria zusammenarbeitete. Letztere stellte sie als „den zentraleuropäischen Frauentypus, der sich dem Journalismus verschrieben hat, um ihre Botschaft zu verbreiten, umherzuschweifen und waghalsige Missionen zu verfolgen“ vor. Für seinen Teil hat Titus Panaitescu Vifor seine Aktivitäten bis Januar 1929 zurückgehalten, als er einen diplomatischen Posten in Barcelona erhielt. Er kehrte später als Repräsentant der Nachrichtenagentur Balcan Oriente nach Bukarest zurück. Auch 1929 wurden die rumänischen Faschisten ein drittes und letztes Mal wiederbelebt, als ein gewisser Oberst August Stoica sie bei seinem Putsch gegen die Regierung einsetzen wollte, der verschiedentlich als „opernhaft“ oder als eine „chaotische Konspiration“ bezeichnet wurde. Die Konspirateure wurden zusammengetrieben und einem öffentlichen Verfahren unterzogen, dessen Anklage auf dem Mârzescu-Gesetz gegen faschistische wie kommunistische Aufstände aufbaute.
Bacaloglu selbst blieb in kleinem Umfang in der rumänischen Politik aktiv und wurde so Zeugin, als Prinz Karl mit Hilfe Iuliu Manius und der Nationalen Bauernpartei wieder seinen Thron bestieg. Sie wandte sich an die Maniu-Regierung und das Außenministerium mit Hilfsangeboten und beschwerte sich über vorherige Verfolgung, erfuhr aber wenig Beachtung. Sie durfte letztendlich unter dem Schutz des Unterstaatssekretärs der Nationalen Bauernpartei Savel Rădulescu (und angeblich Nicolae Titulescus vom Völkerbund) wieder nach Italien zurückkehren, verlor aber Zuspruch durch einen nachfolgenden Machtwechsel. Sie führte ihre Appelle an Rebreanu (der auch gebeten wurde, George Bacaloglu zu helfen die Cele Trei Crișuri wiederzubeleben) und den Schriftstellerbeamten Eugen Filotti fort. 1931 behauptete sie, dass es eine Verschwörung unter Leitung des Diplomaten Filip Lahovary und der Führer der Nationalliberalen Partei Rumäniens gäbe, die sie „durch Hunger“ töten wollten und sie davon abhielten, mit Personen mit Einfluss zu sprechen. Bacaloglu behauptete des Weiteren, dass sie im Austausch für finanzielle Unterstützung Mussolinis Billigung der Nationalen Bauernpartei erreichen könnte, die sich in der Opposition befand.
Inzwischen hatte auch ihr Sohn Ovid O. Densusianu die öffentliche Bühne betreten. Ausgebildet in Italien und Rumänien, unterrichtete Ovid Jr als Schullehrer und wurde dann Pressesprecher des Innenministeriums. Er hatte auch Chancen, Schriftsteller zu werden und ist insbesondere für seinen Roman Stăpânul (deutsch: Der Meister) von 1937 bekannt. Er hing der faschistischen Ideologie seiner Mutter und seines Onkels an: Er war angestellter Journalist der Eiserne Garde-Zeitung Porunca Vremii, übersetzte politische Essays Mussolinis und Antonio Beltramellis und agitierte für die Unterstützung Italiens während des Abessinienkrieges. Im Mai 1936 half er Mihail Manoilescu ein lokales Netzwerk des Faschistischen Aktionskomitees (CAUR) zu gründen.
Immer ein entschiedener Kritiker des Faschismus, starb Ovid Densusianu Sr unerwartet am 8. Juni 1938, nach einer Operation an Blutvergiftung. Ein Jahr nach Beginn des Ersten Weltkrieges lebte Elena wieder in Rom, musste aber nach Rumänien zurückkehren, weil, wie sie es sagte, „Fake-Latin-Nationalisten“ sie dazu zwangen. Sie erhielt neue Papiere, die ihren Umzug nach Bukarest bestätigten und lebte dort noch im April 1945. In derselben Zeit reaktivierte Titus Panaitescu Vifor ihren Faschismus. Er wurde vom „Nationalen Legionärsstaat“ der Eisernen Garden berufen, zusammen mit den Schriftstellern Aron Cotruș und Vintilă Horia das Rumänische Propagandabüro in Rom zu leiten und wurde im Mai 1941 dessen Präsident.
Im Alter wurde Bacaloglu Zeugin des Königlichen Staatsstreichs in Rumänien 1944, der sowjetischen Besatzung und des Kommunismus. 1947 verkaufte sie die Briefe, die sie von italienischen Literaten erhalten hatte, an den Publizisten Ilie E. Torouțiu, der sie an die Bibliothek der Rumänischen Akademie gab. Sie unterhielt freundschaftliche Kontakte mit dem linksgerichteten Schriftsteller Gala Galaction, erlebte aber auch die Verfolgung und den Abschwung der Familie Bacaloglu: ihre gemeinsame Tochter mit Radu D. Rosetti wurde aus ihrem Regierungsjob entlassen.
Bacaloglu starb später in diesem Jahr (oder, einigen Quellen nach, 1949), und wurde auf dem Bellu-Friedhof in Bukarest begraben. Da lebte Ovid Jr. noch. Nach der offiziellen Einrichtung des kommunistischen Rumäniens fokussierte er sich auf seine Arbeit als Philologe, wurde aber trotzdem 1958 eingesperrt und verbrachte sechs Jahre als politischer Gefangener. Er starb am 19. April 1985 in Bukarest.